# Xenia (Illinois)
Xenia és una població dels Estats Units a l'estat d'Illinois. Segons el cens del 2000 tenia 407 habitants.

## Demografia
Segons el cens del 2000, Xenia tenia 407 habitants, 180 habitatges, i 111 famílies. La densitat de població era de 302,2 habitants/km².
Dels 180 habitatges en un 28,9% hi vivien nens de menys de 18 anys, en un 49,4% hi vivien parelles casades, en un 10% dones solteres, i en un 38,3% no eren unitats familiars. En el 33,3% dels habitatges hi vivien persones soles el 20% de les quals corresponia a persones de 65 anys o més que vivien soles. El nombre mitjà de persones vivint en cada habitatge era de 2,26 i el nombre mitjà de persones que vivien en cada família era de 2,84.
Per edats la població es repartia de la següent manera: un 25,3% tenia menys de 18 anys, un 6,6% entre 18 i 24, un 25,3% entre 25 i 44, un 19,7% de 45 a 60 i un 23,1% 65 anys o més.
L'edat mediana era de 38 anys. Per cada 100 dones de 18 o més anys hi havia 96,1 homes.
La renda mediana per habitatge era de 26.944 $ i la renda mediana per família de 32.125 $. Els homes tenien una renda mediana de 22.273 $ mentre que les dones 16.818 $. La renda per capita de la població era de 16.944 $. Aproximadament el 9,8% de les famílies i el 14,5% de la població estaven per davall del llindar de pobresa.

## Poblacions més properes
El següent diagrama mostra les poblacions més properes.